# Lucia-Ana Varga
Lucia-Ana Varga (n. 3 februarie 1967, Oradea, România) este un deputat român, ales în 2012 din partea Partidului Național Liberal.